# Саулкрасты
Са́улкра́сты, также Саулкрасти (латыш. Saulkrastiо файле — в буквальном переводе — Солнечные Берега; до 1918 года — Нейбад, нем. Neubad) — город (с 1991 года) в Латвии, административный центр Саулкрастского края.
Площадь территории города — 4,8 км². К городу прилегает песчаная полоса Видземского взморья длиной 17 км, от Лиласте до границы Лимбажского края в Скулте.
Саулкрасты — город четырёх рек: Инчупе, Петерупе, Кишупе, Аге. Он окружён многочисленными дачными кооперативами: «Силмала», «Петерупе», «Юбилейный», «Селга», «Кишупе», «Сауле» и др.
С 1949 по 1956 год Саулкрасты являлись административным центром Саулкрастского района, затем входили в состав в Рижского района. Имели статус посёлка городского типа с 1950 по 1991 год.

## Достопримечательности
- Петерупская церковь. У церкви древняя история, о чём свидетельствует и то, что сегодняшнее здание церкви уже четвёртое. Древние рукописи сообщают, что уже в XII веке, когда в Латвию пришли крестоносцы, на холме у реки был построен деревянный дом молитвы или капелла, которому дали имя Святого Петра. За прошедшее время вокруг пасторского поместья и церкви образовался посёлок — село Петерупе (упоминается в документах как Петерскапелле).
- Латвийский музей велосипедов. Коллекция укомплектована самыми интересными с технической точки зрения образцами найденных в Латвии велосипедов, демонстрирующих историю их развития. Кроме самих велосипедов, в коллекции широко представлены различные вещи, связанные с использованием велосипедов, с кольцевыми велосипедными гонками, с обществами велоспорта и с производством велосипедов. В экспозиции можно осмотреть большую коллекцию фирменных знаков (эмблем) восточноевропейских велосипедных фирм.
- Белая дюна. Является одной из красивейших прибрежных дюн Латвии с не менее прекрасным видом на Видземское побережье. Для этих целей обустроена особая смотровая площадка, где можно отдохнуть. От Белой дюны вдоль морского побережья создана пешеходная «Тропа солнечного заката» длиной 3,6 км. С белой дюны открывается вид на устье реки Инчупе.
- Липы Екатерины. Рядом с Белой дюной находятся липы Катрины (Екатерины). Предание гласит, что липы посадила российская императрица Екатерина II, когда во время своего путешествия останавливалась на отдых в Пабажи (Нейбаде) и даже искупалась здесь в море.
- Руины ресторанного комплекса Vārava (1969 г., архитектор Петерсонс, инженеры Францманис и Ландберг) — одного из лучших общественных сооружений, возведённых в Латвии в 1960-е годы. В его проекте ощущается сильное влияние идей американского архитектора Ф.-Л. Райта и принципов органической архитектуры. Элегантное здание было построено из стекла и бетона на самом гребне дюнной гряды; с его террас открывался прекрасный вид на море и дюны, поросшие соснами. Вокруг здания располагался небольшой парк с декоративным бассейном, фонтанами, площадками для отдыха и каменным спуском к морю. Ресторан просуществовал до начала 1990-х гг. и был окончательно закрыт в 1994 году, после чего начал разрушаться. В настоящее время остатки здания законсервированы и обнесены забором.

## Саулкрасты в культуре
Улыбнись мне еле-еле,

что была в раю хоть раз ты.

Этот рай одной недели

назывался Саулкрасты.

Там приют наш был в палатке

у смолистого залива,

чьи доверчивы повадки,

а величие сонливо.

В Саулкрасты было небо

в облаках и светлых зорях.

В Саулкрасты привкус хлеба

был от тмина прян и горек.

В Саулкрасты были сосны,

и в кустах лесной малины

были счастливы до слёз мы,

оттого что так малы мы.

Там встречалася не раз нам

мавка, девочка, певунья,

чьё весёлым и прекрасным

было детское безумье.

В ней не бешеное пламя,

не бессмысленная ярость, —

разговаривала с пнями,

нам таинственно смеялась...

С синим небом белый парус

занят был игрою в прятки,

и под дождь нам сладко спалось

в протекающей палатке.

Нам не быть с мечтой в разлуке.

На песок, волна, плесни-ка,

увлажни нам рты и руки

вместо праздника, брусника.

Мы живём, ни с кем не ссорясь,

отрешённы и глазасты.

Неужели мы ещё раз

не увидим Саулкрасты?
- У Бориса Чичибабина есть стихотворение «Улыбнись мне еле-еле…» 1972 года о Саулкрасты[9].
- Саулкрастское взморье в XX веке было очень популярным у художников-маринистов. Рыбацкие хижины, будки для сетей, порт Скулте, речка Петерупе и Белая дюна многократно запечатлены на полотнах Эдуарда Калныньша, Яниса Осиса, Станислава Крейца и других живописцев.
- Начиная с 1997 года в Саулкрасты каждое лето проводится джазовый фестиваль — Saulkrasti Jazz.

## Известные уроженцы
См. также Категория:Родившиеся в Саулкрастах
- Малмейстер, Александр Кристапович — учёный-механик, президент Академии наук Латвийской ССР (1970—1984).

## Транспорт
Автобусы
Через Саулкрасты проходят автобусные маршруты из Риги в Айнажи, Курсиши, Лимбажи. Также существуют междугородние автобусные маршруты в другие населённые пункты: Валмиеру, Стиене, Тую, Мадону, Цесис, Сигулду, Лигатне, Рагану, Приекули.
Железная дорога
Осуществляется регулярное движение электропоездов по линии Рига — Скулте.
В городе и его окрестностях расположены станция Саулкрасты и остановочные пункты: Пабажи, Инчупе, Кишупе, Звейниекциемс.